# Pëtr Ivanovič Panin
Pëtr Ivanovič Panin (in russo Пётр Иванович Панин?; 1721 – Mosca, 26 aprile 1789) è stato un generale russo.

## Biografia
Conte, era il fratello cadetto di Nikita Ivanovič Panin e fu il padre di Nikita Petrovič Panin.
Si fece notare durante la Guerra dei sette anni e la Guerra russo-turca del 1768-1774, guidando la presa della fortezza di Bender nel 1770. Nel 1775 combatté e sconfisse l'insurrezione di Pugačëv. Morì a Mosca col grado di generale dell'armata imperiale di Russia.